# Leflore County
Das Leflore County ist ein County im US-Bundesstaat Mississippi. Der Verwaltungssitz (County Seat) ist Greenwood. Das U.S. Census Bureau hat bei der Volkszählung 2020 eine Einwohnerzahl von 28.339 ermittelt.

## Geographie
Das County liegt im mittleren Nordwesten von Mississippi und hat eine Fläche von 1570 Quadratkilometern, wovon 37 Quadratkilometer Wasserfläche sind. Das Leflore County wird vom Yazoo River und seinen beiden Quellflüssen Tallahatchie und Yalobusha durchflossen. An das Leflore County grenzen folgende Countys:
|                  | Tallahatchie County | Grenada County |
| Sunflower County |                     | Carroll County |
| Humphreys County |                     | Holmes County  |

## Geschichte

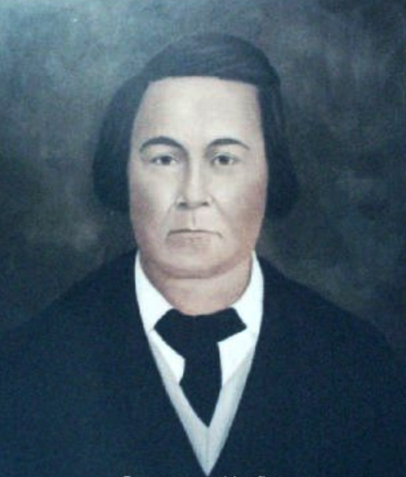
G. LeFlore

Das Leflore County wurde am 15. März 1871 aus Teilen des Carroll-, Sunflower- und Tallahatchie County gebildet. Benannt wurde es, wie auch die Bezirkshauptstadt, nach Greenwood LeFlore, einem Häuptling der Choctaw.
Am 31. August 1955 wurde in der Nähe von Money der Leichnam von Emmett Till, einem aus rassistischen Gründen ermordeten Afroamerikaner, im Tallahatchie River entdeckt. Die Ermordung des Jungen und die anschließende juristische Aufarbeitung, welche mit einem Freispruch der Mörder durch eine ausschließlich mit Weißen besetzte Jury endete, löste große Proteste aus und gilt mit als einer der Auslöser für die folgende schwarze Bürgerrechtsbewegung in den USA.

37 Bauwerke und Stätten des Countys sind im National Register of Historic Places eingetragen (Stand 2. Februar 2018).

## Demografische Daten

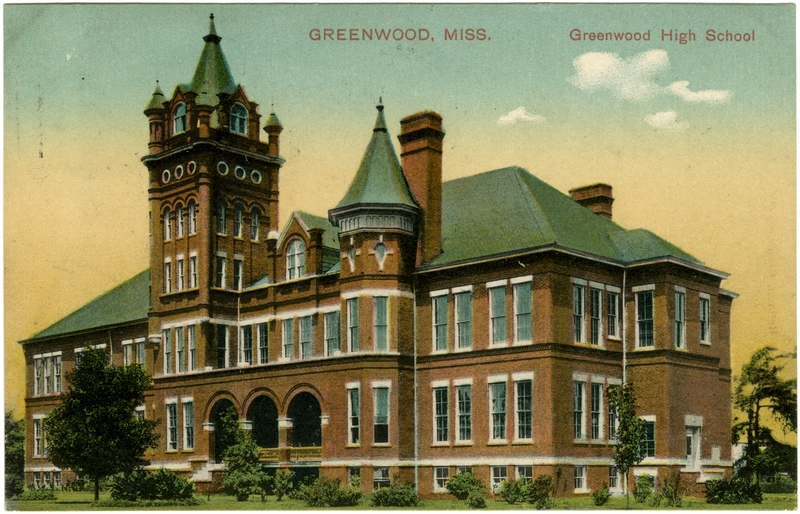
Greenwood High School, gelistet im NRHP

Nach der Volkszählung im Jahr 2010 lebten im Leflore County 32.317 Menschen in 11.271 Haushalten. Die Bevölkerungsdichte betrug 21,1 Einwohner pro Quadratkilometer. In den 11.271 Haushalten lebten statistisch je 2,82 Personen.
Ethnisch betrachtet setzte sich die Bevölkerung zusammen aus 24,9 Prozent Weißen, 72,2 Prozent Afroamerikanern, 0,2 Prozent amerikanischen Ureinwohnern, 0,6 Prozent Asiaten sowie aus anderen ethnischen Gruppen; 0,6 Prozent stammten von zwei oder mehr Ethnien ab. Unabhängig von der ethnischen Zugehörigkeit waren 2,3 Prozent der Bevölkerung spanischer oder lateinamerikanischer Abstammung.
27,1 Prozent der Bevölkerung waren unter 18 Jahre alt, 61,0 Prozent waren zwischen 18 und 64 und 11,9 Prozent waren 65 Jahre oder älter. 52,0 Prozent der Bevölkerung war weiblich.

Das jährliche Durchschnittseinkommen eines Haushalts lag bei 22.020 USD. Das Prokopfeinkommen betrug 12.957 USD. 39,7 Prozent der Einwohner lebten unterhalb der Armutsgrenze.

## Orte im Leflore County
| Citys - Greenwood - Itta Bena | Towns - Morgan City - Schlater - Sidon |

Unincorporated communitys
| - Berclair - Browning - Highlandale - Minter City - Money | - Murdock Crossing - Phillipstown - Quito - Rising Sun - Roebuck | - Shellmound - Somerville - Sunnyside - Swiftown |

## Gliederung
Das Leflore County ist in 5 durchnummerierte Distrikte eingeteilt:
| Distrikt | Einwohner (2010) | FIPS     |
| -------- | ---------------- | -------- |
| 1        | 6.139            | 28-90378 |
| 2        | 6.617            | 28-91116 |
| 3        | 4.933            | 28-91854 |
| 4        | 7.207            | 28-92592 |
| 5        | 7.421            | 28-93330 |